# Complejo Deportivo Raoul Illidge
El Complejo Deportivo Raoul Illidge (en inglés: Raoul Illidge Sports Complex) es un estadio de usos múltiples en la localidad de Philipsburg, en el territorio caribeño de Sint Maarten, una dependencia organizada como país autónomo del Reino de los Países Bajos. Actualmente se utiliza sobre todo para los partidos de fútbol. El estadio tiene capacidad para recibir a un aproximado de 3.000 personas. El estadio está situado en el lado holandés de la isla al sur. Aparte de la representación de Sint Maarten, ha sido utilizado por los clubes D&P Connection FC, Haitian United, Jah Rebels, Liberation Stars, Lucian United, Organized Youth, United Warlords, Victory Boys de la liga local.